# St. Remigius (Königswinter)

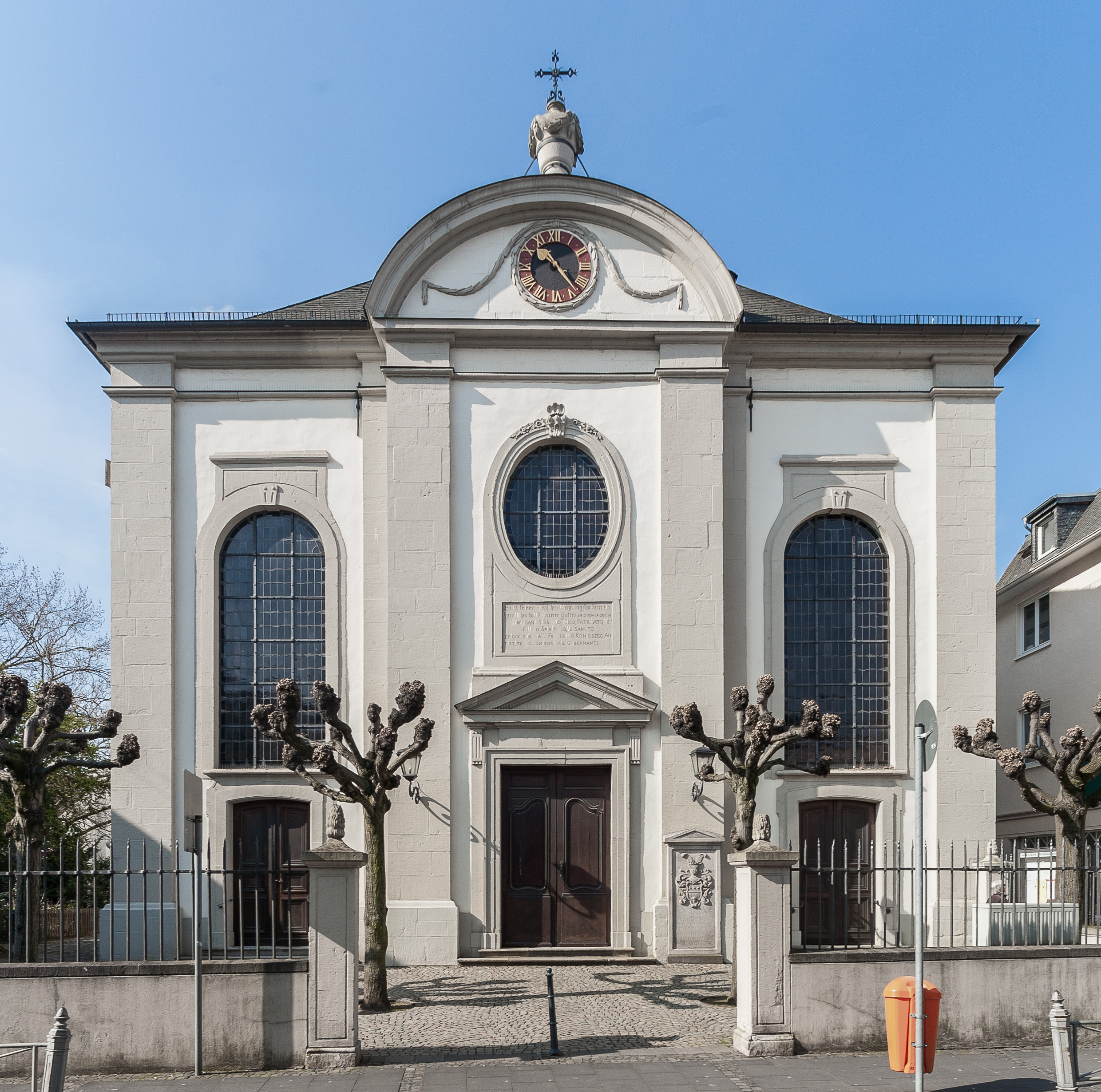
Katholische Pfarrkirche St. Remigius, Eingangsseite an der Hauptstraße

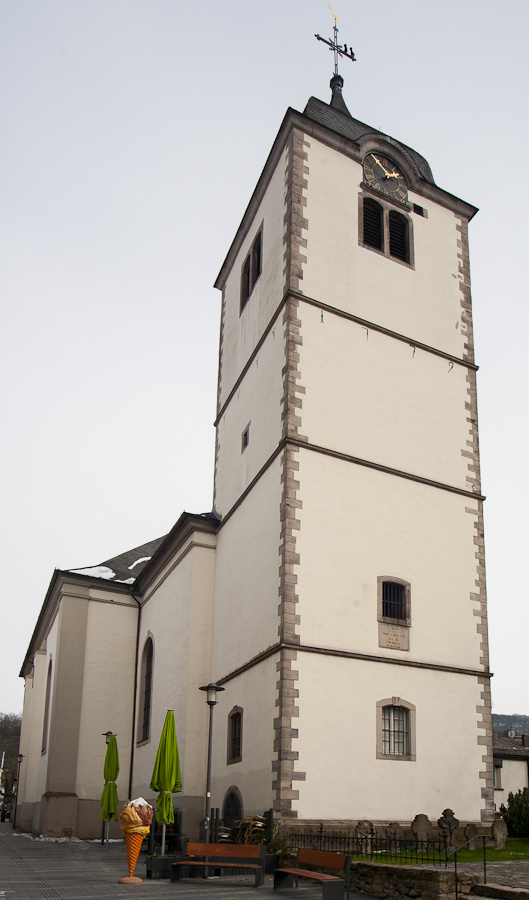
Kirchturm an der Drachenfelsstraße

Die katholische Pfarrkirche St. Remigius in Königswinter, einer Stadt im nordrhein-westfälischen Rhein-Sieg-Kreis, wurde 1779/80 errichtet. Sie liegt im Süden der Altstadt an der Hauptstraße (Hausnummer 410) Ecke Drachenfelsstraße. Das Kirchengebäude steht als Baudenkmal unter Denkmalschutz.

## Geschichte

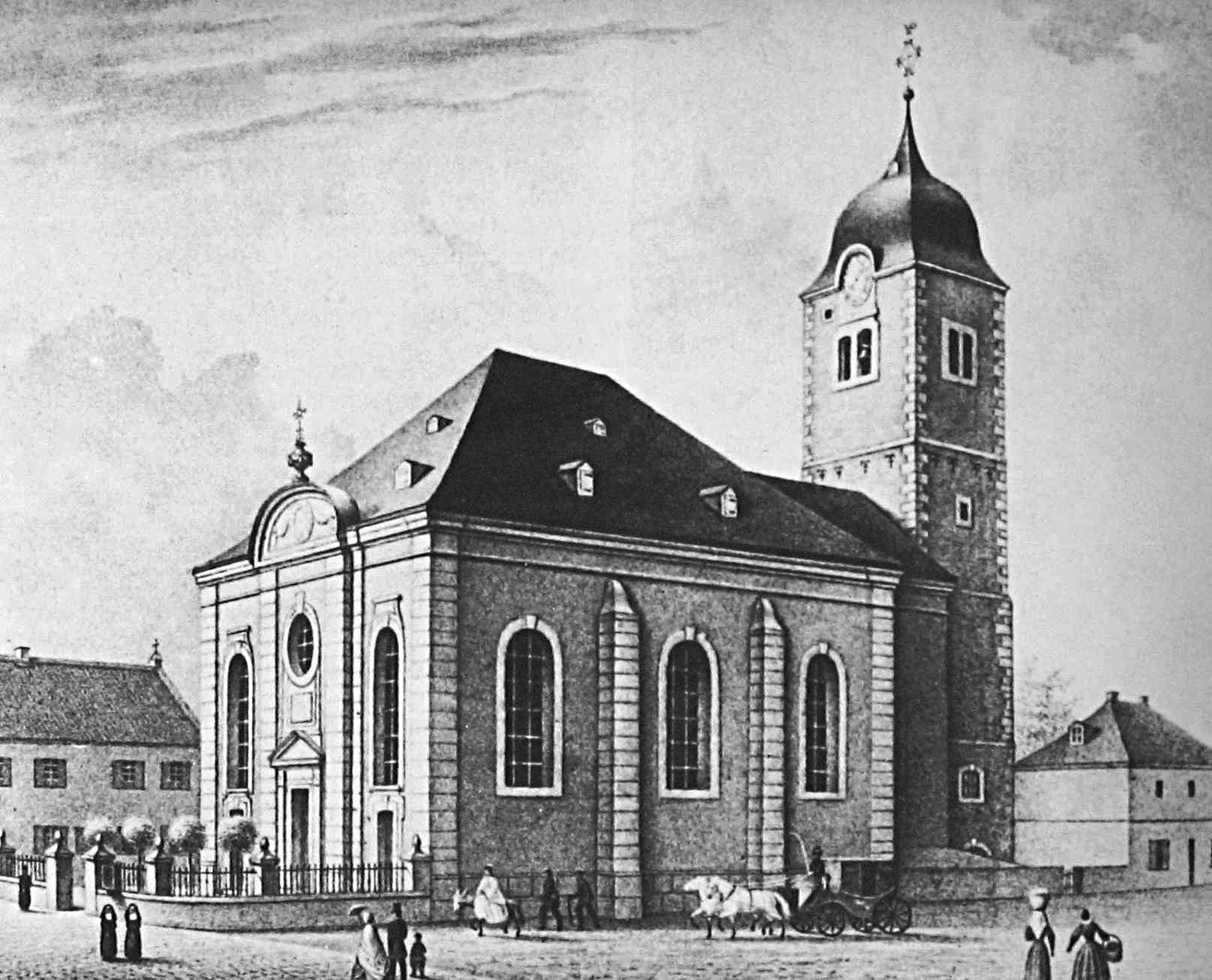
St. Remigius um 1850

Ein Sakralbau ist in Königswinter spätestens in einer Besitzurkunde aus dem Mai 1144 belegt, in der Konrad III. eine Kapelle in Königswinter erwähnte, die zum Stift Vilich gehörte. Ein mittelalterlicher romanischer Kirchbau mit Chorturm, vermutlich aus dem 12. oder 13. Jahrhundert, wurde im Mai 1779 abgerissen. Weitere ehemals zum Stift Vilich gehörende Pfarrkirchen mit erhaltenen Chorturmanlagen finden sich noch in den Königswinterer Stadtteilen Niederdollendorf und Oberdollendorf. Neubaupläne für die Kirche St. Remigius kamen ab Mitte des 18. Jahrhunderts auf. Bereits 1731 war ein Pfarrhaus errichtet worden. Mit dem Bau der Kirche am Übergang vom Spätbarock zum Klassizismus wurde 1779 begonnen, ihre Segnung erfolgte nach einjähriger Bauzeit im August 1780. Finanziert wurde das Schiff des neuen Gotteshauses aus dem Nachlass des 1754 verstorbenen Statthalters der Burggrafschaft Drachenfels, die Kosten des Kirchturms wurden aus Spenden und Darlehen der zivilen Gemeinde bestritten. Als Architekt stand Johann Georg Leydel zur Verfügung, was durch stilistische Kriterien und Hinweise allgemeiner Art untermauert werden kann.
Das Kircheninventar wurde Anfang des 19. Jahrhunderts durch Vermächtnisse zweier Kölner Ordensgeistlicher zu Bebenhausen bereichert, die in Königswinter ihre Privatkapelle einrichteten. Im Kulturkampf war die Pfarrkirche ab 1874 für Jahre verwaist.
Für 2016 war eine umfangreiche Innen- und Außensanierung des Kirchengebäudes geplant, die aber erst im Jahre 2022 begann und zwei Jahre dauern soll.

## Beschreibung
Die Remigiuskirche, ein verputzter Bruchsteinbau aus Latit von der Wolkenburg, ist eine dreischiffige von Osten nach Westen ausgerichtete Hallenkirche mit einem vier Geschosse umfassenden und fensterarmen, von einer geschweiften Haube gekrönten Choranschlussturm im Westen. Die Kirche, deren dreiachsige Hauptfassade durch massive Pilaster gegliedert wird, besitzt ein Walmdach. Dem klassizistischen Hauptportal ist ein Dreiecksgiebel aufgesetzt, oberhalb dessen sich eine Chronogramm-Inschrift, ein längsovales Fenster und schließlich ein Rundbogengiebel befinden. In das Langhaus sind pro Seite jeweils drei große Rundbogenfenster eingebaut, gegliedert werden sie durch Strebepfeiler. Trachytpfeiler sowie schmiedeeiserne Gitter grenzen die Kirche an einem Vorplatz von der Straße ab.

„[Die Kirche ist] dem nachbarocken Typus der Saalkirche des ausgehenden 18. Jahrhunderts verpflichtet, wie sie in dieser schlichten Form im ländlichen Rheinland häufiger anzutreffen ist. (…) [Sie] kommt dabei ihrem städtischen Anspruch nach, indem sie die zur Hauptstraße ausgerichtete Fassade als repräsentative Schaufassade ausbildet mit übergiebeltem Mittelrisalit, klassizistischem Hauptportal und Pilastergliederung.“

Hinter dem Kirchturm erstreckt sich eine kleine gestaltete Kirchhofanlage mit Grabkreuzen aus Trachyt aus dem 17. und 18. Jahrhundert. In der Mitte des Platzes befindet sich das „Sebastianus-Kreuz“ der Schützenbruderschaft von 1695, das 1840 erneuert und nach Beseitigung der alten Kirchhofmauer 1938 vom Marktplatz hierher versetzt wurde. Es ist von einer quadratischen Anlage mit Pfeilern umgeben.

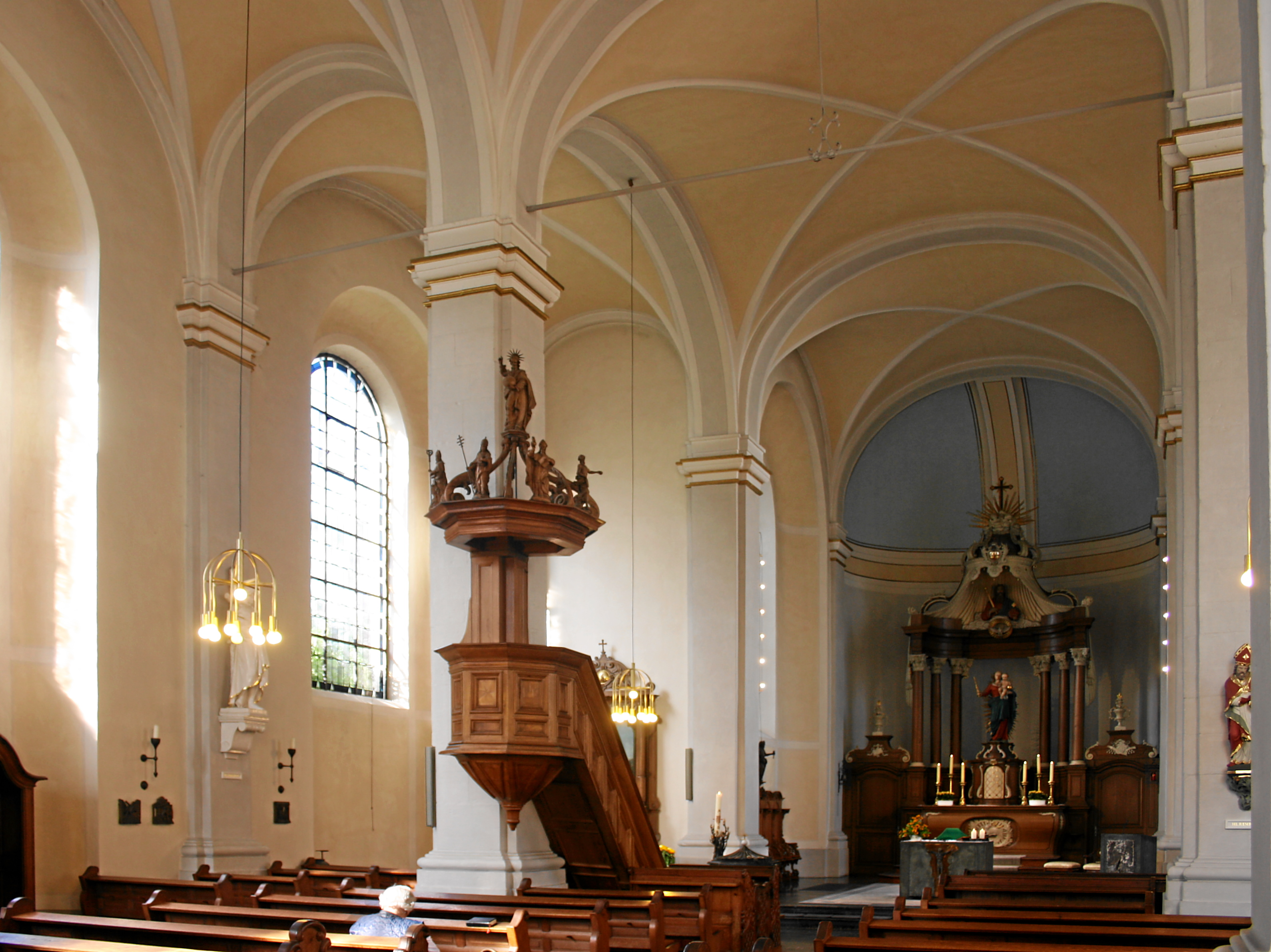
Kircheninneres
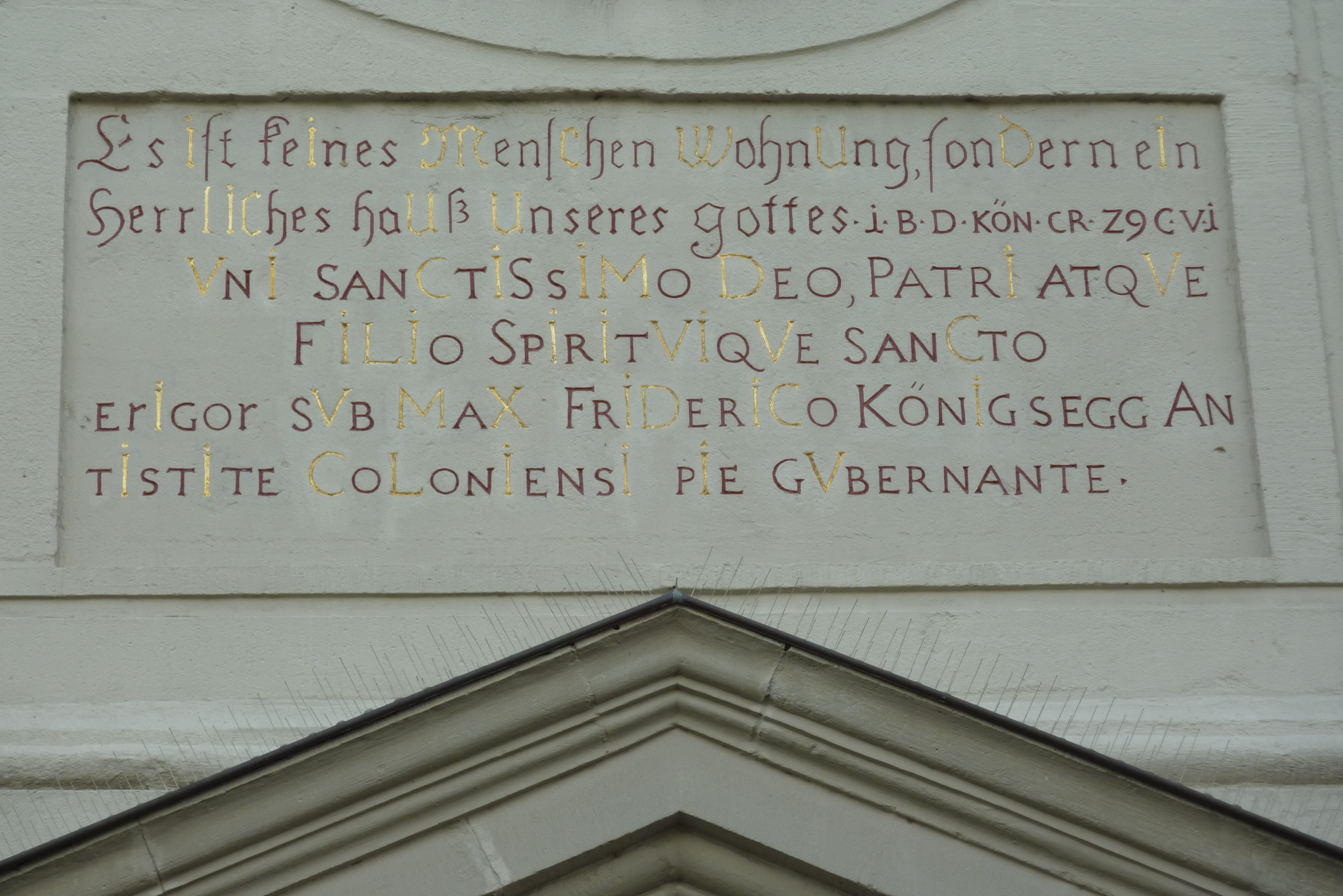
Inschrift über dem Hauptportal
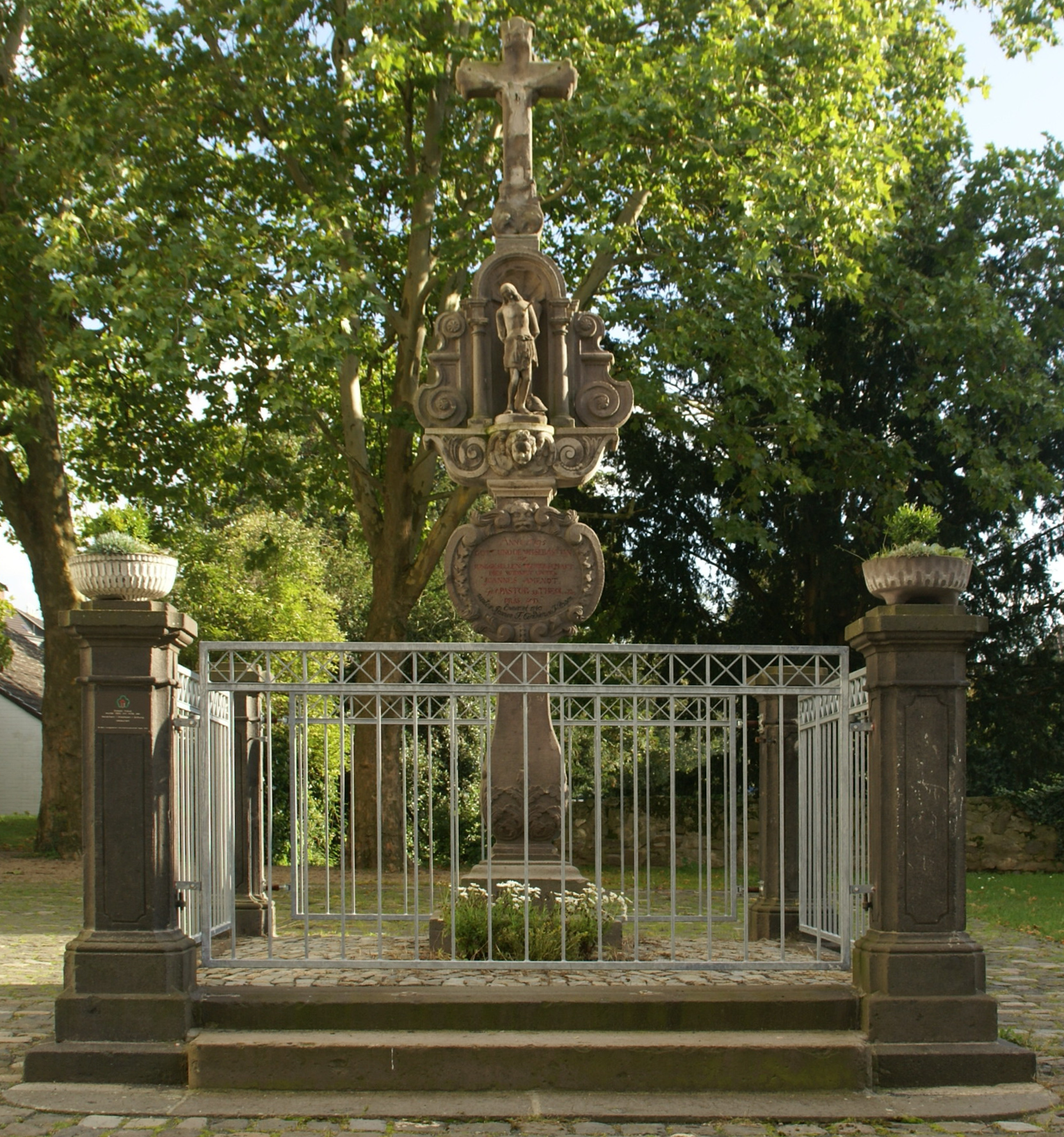
Sebastianus-Kreuz im Kirchhof

### Orgel
Erste Orgel
Eine erste Orgel wird ab etwa 1800 nachgewiesen. Dieses seitenspielige Instrument muss ursprünglich eine Brüstungsorgel gewesen sein und wurde mit Sicherheit als Gebrauchtinstrument transloziert. Von diesem ersten Instrument ist bis Heute das ungewöhnlich hochwertig ausgeführte Prospektgehäuse erhalten. Der Ursprung „Abtei Heisterbach“ ist wahrscheinlich aber nicht nachgewiesen.
Nachdem im 1. Weltkrieg die Zinnpfeifen für militärische Zwecke abgeführt wurden und nur noch die Holzpfeifen spielbar übrig blieben, entschied man sich in den 1920er Jahren zum Neubau der:
Zweite Orgel, Orgelbau Seifert Köln, 1927
Dieses aus heutiger Sicht prächtige Instrument der Firma Seifert in Köln hatte Hauptwerk, Schwellwerk und Pedalwerk auf einer eigens errichteten Betonplatte oberhalb der Empore. Der Spieltisch war elektrisch und auf der Empore frei fahrbar. Dadurch stand dem damals sehr großen Chor die gesamte Empore zur Verfügung.
Das Instrument war romantisch intoniert und musste wegen technischer Probleme und des geänderten Zeitgeists 1971 der dann dritten Orgel weichen.
Stahlhut-Orgel (1972–2022)
Von 1972 bis 2022 besaß die Remigius-Kirche eine Orgel der Firma Georg Stahlhuth, Aachen. Der Prospekt gliederte sich in das historische Gehäuse ein. Die Orgel hatte 24 Register auf zwei Manualen und Pedal mit folgender Disposition:
| I Hinterwerk C–g3 |                |        |
| 1.                | Metallgedackt  | 8′     |
| 2.                | Quintade       | 8′     |
| 3.                | Prinzipal      | 4′     |
| 4.                | Rohrflöte      | 4′     |
| 5.                | Oktave         | 2′     |
| 6.                | Terzglockenton | 1 3⁄5′ |
| 7.                | Scharf IV-VI   | 2⁄3′   |
| 8.                | Holzdulcian    | 8′     |
| 9.                | Schalmey       | 4′     |
|                   | Tremulant      |        |

| II Hauptwerk C–g3 |                     |       |
| 10.               | Gedacktpommer       | 16′   |
| 11.               | Prästant            | 8′    |
| 12.               | Spitzgedackt        | 8′    |
| 13.               | Oktave              | 4′    |
| 14.               | Querflöte (überbl.) | 2′    |
| 15.               | Sesquialter I-III   | 2 ⁄3′ |
| 16.               | Mixtur IV-VI        | 1 ⁄3′ |
| 17.               | Trompete            | 8′    |
| 18.               | Doppelkegelregal    | 8′    |

| Pedal C–f1 |                  |     |
| 19.        | Subbass          | 16′ |
| 20.        | Prinzipalbass    | 8′  |
| 21.        | Gemshorn         | 8′  |
| 22.        | Oktavbaß         | 4′  |
| 23.        | Rauschpfeife III |     |
| 24.        | Posaune          | 16′ |

- Koppeln: II/I, I/P, II/P
- Spielhilfen Handregister, 3 Setzerkombinationen (mech./el.), 6 Tritte zum Einrichten der Setzer, Auslöser (Tritt), 6 Einzelabsteller (Gedacktpommer 16′ und alle Zungen), Schwelltritt.

In Vorbereitung der Generalsanierung wurde das Instrument genauestens untersucht. Der Aufwand, es auf Jahrzehnte hin spielbar zu halten wäre wegen der seinerzeit verwendeten minderwertigen Materialien (z. B. Spanplatten) unvertretbar groß gewesen, sodass man sich zum Neubau entschloss.
Die dem damaligen Zeitgeschmack geschuldete und von der Orgelbewegung geprägte Intonation fügte sich zudem nie stimmig in das spätbarocke Umfeld ein.
Die Orgel wurde somit mit Ausnahme des barocken Prospektteils mit Beginn der Innensanierung an eine katholische Kirchengemeinde in Siebenbürgen verkauft.
Neue Orgel
Bis 2025 entsteht unter Verwendung des historischen Gehäuses bei der Bonner Orgelbauwerkstatt Klais ein Orgelneubau, der sich von der Disposition und der Technik am barocken Vorbild aus der Zeit der Entstehung der Kirche orientiert. Die Orgelweihe ist für den Herbst 2025 geplant.

### Glocken
Die drei ursprünglichen 1781 angefertigten Glocken der Kirche stammen von der Glockengießerei Mabilon in Saarburg. Eine fünfte und bisher größte Glocke kam 1967 hinzu.
| Nr. | Name       | Durchmesser (mm) | Masse (kg) | Schlagton (HT-1/16) | Gussjahr | Glockengießer                     |
| 1   | Jakobus    | 1440             | 1900       | d1 –8               | 1967     | Glockengießerei Mabilon, Saarburg |
| 2   |            | 1298             | 1450       | e1 -6               | 1791     | Urban Mabilot aus Saarburg        |
| 3   |            | 1183             | 950        | f1 –8               | 1781     | Urban Mabilot aus Saarburg        |
| 4   |            | 1065             | 790        | g1 -5               | 1781     | Urban Mabilot aus Saarburg        |
| 5   | Sologlocke | 408              | 45         | h2 +2               | 1862     | unbekannter Gießer                |